# Kada no Arimaro

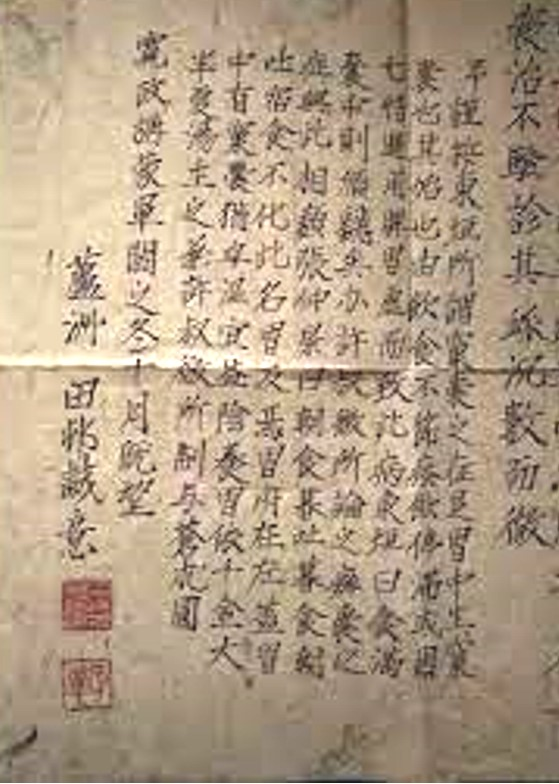
Nachwort zu einer Gedichtsammlung

Kada no Arimaro (japanisch 荷田 在満; geboren 1706 in Kyōto (Provinz Yamashiro); gestorben 23. September 1751) war ein japanischer Gelehrter und Waka-Poet in der mittleren Edo-Zeit.

## Leben und Wirken
Kada no Arimaro war der Sohn des Arztes in Kyōto, Taga Takayoshi (多賀 高惟). Seine jüngere Schwester war Kada no Tamiko (荷田 蒼生子; 1722–1786), die als Dichterin berühmt ist. Sein Onkel war Kada no Azumamaro (1669–1736), der eine hohe Funktion am Fushimi-Inari-Schrein hatte. Da dieser keine Kinder hatte, wurde Arimaro früh von ihm adoptiert, er übernahm später die Familienleitung.
Im Jahr 1728, im Alter von 23 Jahren, ging Arimaro auf Wunsch von Azumamaro nach Kyōto (angeblich zur Gründung einer nationalen Schule) und diente dem Shogunat, wobei er sich hauptsächlich mit der Erforschung von „Yūsoku Kojitsu“ (有職故実), den Zeremonie-Vorschriften für die Samurai, beschäftigte. Schon bald darauf begann er, Tokugawa Munetake (1715–1771) zu dienen und schrieb auf dessen Geheiß Bücher zum Ritsuryō-Studium (律令研究) wie „Honchōdo-sei Ryakukō“ (本朝度制略考), „Ryō sanben“ (令三弁) und „Hagura-kō“ (羽倉考).
1738 reiste Arimaro anlässlich der Wiedereinsetzung des Kaiser Sakuramachi auf Grund einer Anweisung des Shogunats nach Kyōto und beschäftigte sich mit den Beamten des kaiserlichen Hofes und deren Regeln. Seine Ergebnisse fasste sie in einem neunbändigen Werk zusammen, dem „Daijōe Bemmō“ (大嘗会便蒙). Im folgenden Jahr veröffentlichte er auf Wunsch seiner Schüler eine Zusammenfassung davon in Form von zwei Bänden zu „Daijōe Bemmō“. Dem kaiserlichen Hof gefiel das nicht und das Shogunat verwehrte ihm 100 Tage den Zugang zum Hof, was als „Heimon Jiken“ (閉門事件) notiert wurde.
Im Jahr 1742 schrieb Arimaro im Auftrag von Munetake „Kokka Hachiron“ (国歌八論) – etwa „Acht Ansichten zu nationalen Gedichten“, eine epochale Behauptung, dass Waka-Poesie nicht praktisch sei, sondern dass sie mit der Sprache der Poesie nur spiele. Es stand jedoch im Widerspruch zu Munetakes Ansicht, dass Gedichte Werkzeuge der Regierungsführung und Hilfsmittel beim Unterrichten seien, und es kam zu einem Streit zwischen den beiden und dazu mit Kamo no Mabuchi (166–91769). Die Auseinandersetzung ist als „Kokka-Hachi-Kontroverse“ (国歌八論論争) in die japanische Geschichte eingegangen. 1746 zog sich Kada aus der Tokugawa-Familie zurück, Mabuchi wurde sein Nachfolger. Es wurden verschiedene Gründe für den Rückzug vermutet, etwa die Nachwirkungen des Heimon Jiken, die Auseinandersetzung mit Munetake und sein Gesundheitszustand, die Einzelheiten sind jedoch unbekannt.
Arimaros akademische Leistungen liegen in der Verwendung wissenschaftlicher Forschungsmethoden beim Studium von Yūsoku und des Ritsuryō, so war seine Analyse in Kokka Hachiron war eine Anwendung dieser Methoden. Darüber hinaus schrieb er pseudo-antike Erzählungen wie „Shirozaru Monogatari“ (白猿物語) – „Das Märchen vom weißen Affen“ und „Ochiai Monogatari“ (落合物語) – „Das Märchen von Ochiai“.